# Старски и Хатч
«Старски и Хатч» (англ. Starsky and Hutch) — американский телесериал, который транслировался на канале ABC с 30 апреля 1975 по 15 мая 1979 года. 
В центре сюжета — двое полицейских из Южной Калифорнии: несмотря на непохожесть друг на друга, они вместе раскрывали убийства.
Продюсером сериала выступил Аарон Спеллинг, который при разработке шоу ориентировался на привлечение более молодой аудитории, нежели полицейские сериалы тех лет. 
«Старски и Хатч» в период своего показа часто критиковался за шаблонность, однако в 1978 году номинировался на премию «Золотой глобус» за лучший телевизионный сериал — драму, а ранее получил две награды «Выбор народа».
В 2003 году была выпущена видеоигра по сериалу, а в 2004 году был снят одноименный полнометражный фильм режиссёра Тодда Филлипса.